# Faiditus gertschi
Faiditus gertschi är en spindelart som först beskrevs av Harriet Exline och Levi 1962.  Faiditus gertschi ingår i släktet Faiditus och familjen klotspindlar.
Artens utbredningsområde är Panama. Inga underarter finns listade i Catalogue of Life.